# Daetor
En la mitología griega, Daetor (griego antiguo: Δαίτωρ) fue uno de los guerreros troyanos que atacaron la flota griega durante el décimo año de la Guerra de Troya.
Daetor fue muerto por las flechas de Teucro, medio hermano de Áyax: 
«¿A quién de los troyanos mató primero el incomparable Teucro? A Orsíloco, Hormenio, Ofelestes, Daetor, Cromio, al divino Licofonte, Amopaón, hijo de Poliemón, y Melanipo. A todos ellos, uno tras otro, los derribó a la fértil tierra. Y al verlo, Agamenón, rey de los hombres, se alegró porque con su poderoso arco aniquilaba a los batallones troyanos».